# Ca' Pesaro
Ca' Pesaro è un palazzo di Venezia ubicato nel sestiere di Santa Croce. Si affaccia sul Canal Grande tra Palazzo Coccina Giunti Foscarini Giovannelli e Palazzo Correggio, poco distante da Ca' Corner della Regina e dalla Chiesa di San Stae. È sede della Galleria internazionale d'arte moderna e del Museo d'arte orientale di Venezia.

## Storia

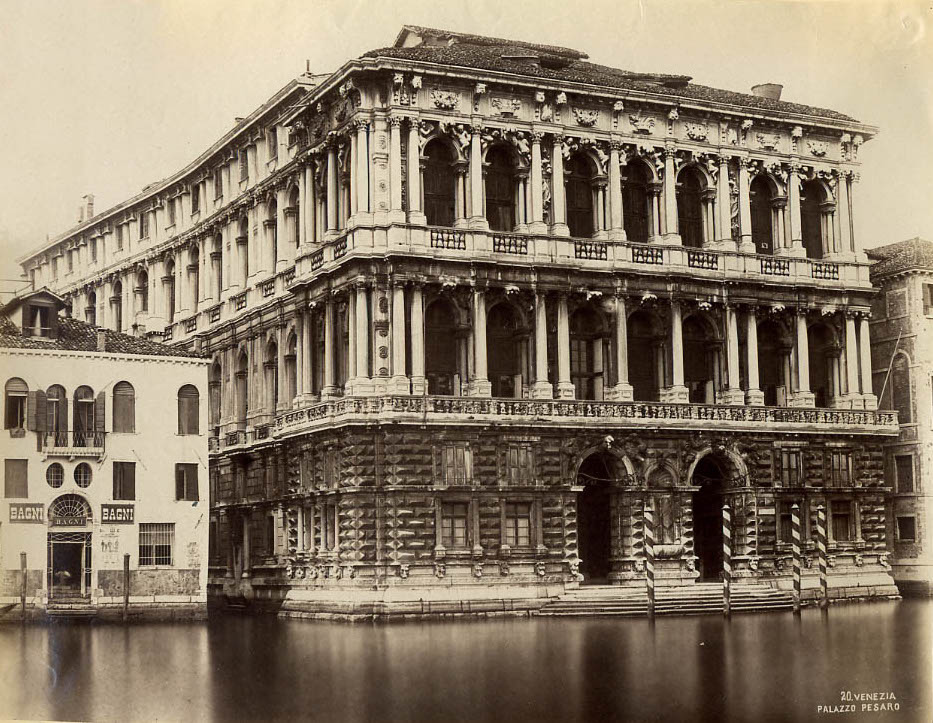
La facciata sul Canal Grande nell'Ottocento fotografata da Carlo Naya

Il grandioso palazzo fu progettato nel Seicento dall'architetto Baldassarre Longhena per volontà della ricchissima e nobile famiglia Pesaro. L'edificazione durò dal 1652 al 1710: nel 1682, anno in cui Longhena morì, il palazzo era ancora incompiuto. Il committente, allora, ne affidò il completamento ad Antonio Gaspari che lo portò a termine nel 1710, apportando lievissime modifiche al progetto originale.
Ca' Pesaro, palazzo barocco, è situato nel sestiere di Santa Croce e si affaccia sul Canal Grande.
I Pesaro, famiglia patrizia della repubblica di Venezia, nel 1558 avviano una complessa operazione immobiliare.
Acquistano da Alessandro Contarini il “Palazzo delle Due Torri sul Canal Grande”, l'anno seguente comprano una delle proprietà dei Morosini collocata sul retro del palazzo Contarini e con facciata sul Rio delle Due Torri, infine nel 1628 Giovanni Pesaro acquista la Proprietà dei Trevisan che si estendeva parallela alla proprietà dei Morosini dal Rio delle Due Torri a quello della Pergola.
Il lotto in questione, dall'affaccio sul Canal Grande, si estende per settanta metri verso la chiesa di Santa Maria Mater Domini.
Sarà Giovanni Pesaro, Doge di Venezia, il committente ad avviare la completa riedificazione unificando i lotti originari.
I lavori iniziano nel 1628 partendo dal retro con il palazzo Trevisan mentre il compimento dell'opera è stimato al 1710.
La paternità dell'opera è attribuita a Baldassare Longhena, nonostante essa non sia accreditata da fonte diretta ma documentata dalle incisioni di Luca Carlevarijs nel 1703 e di Vincenzo Maria Coronelli nel 1710.
Giovanni Pesaro, nei successivi ventiquattro anni che separano l'acquisto della proprietà Trevisan dalla redazione del proprio testamento nel 1652, intraprende la costruzione di una nuova residenza, la quale al momento della sua morte non raggiunge il palazzo sul Canal Grande.
Alla successiva morte di Giovanni Pesaro, l'immobile, come citato nel suo testamento, viene lasciato al nipote Leonardo Pesaro al quale è lasciata la libertà di “agiongere fabriche, et aumentar la bellezza, et grandezza come gli parerà”.
Leonardo si impegna ad ingrandire verso Canal Grande il nucleo già compiuto, come attestano diversi stanziamenti di denari.
Nel 1676 in occasione delle nozze tra Elena Pesaro e Pietro Contarini, come descritto dal testo celebrativo del segretario di Contarini, Cristoforo Ivanovich, gli invitati entrano nel palazzo attraverso il cortile e quindi dall'ingresso da terra, in quanto la parte verso Canal Grande era in fase di costruzione.
Nel 1679 la facciata stante Canal Grande viene completata e dopo altri tre anni Leonardo Pesaro fa applicare sul soffitto la scritta “Leonardus Pisarus D.Marci Procurat. / condidit et ornavit A.D. MDCLXXXII”, segno che in quel momento la decorazione fino al primo piano nobile è compiuta.
L'originario progetto di Longhena lo si può trovare al Museo Correr di Venezia. Troviamo infatti due piante e due sezioni, caratterizzate da una particolare soluzione, la presenza di una scala nobile posta in asse nel palazzo tra il "portego" e il cortile. Possiamo notare come questi disegni suggeriscono differenti soluzioni per lo scalone e il conseguente collegamento tra “portego” e cortile. Su una prima pianta la scala è spostata sulla destra del “portego” lasciando libero un passaggio sulla sinistra, ai lati invece sono collocate due scale di servizio.

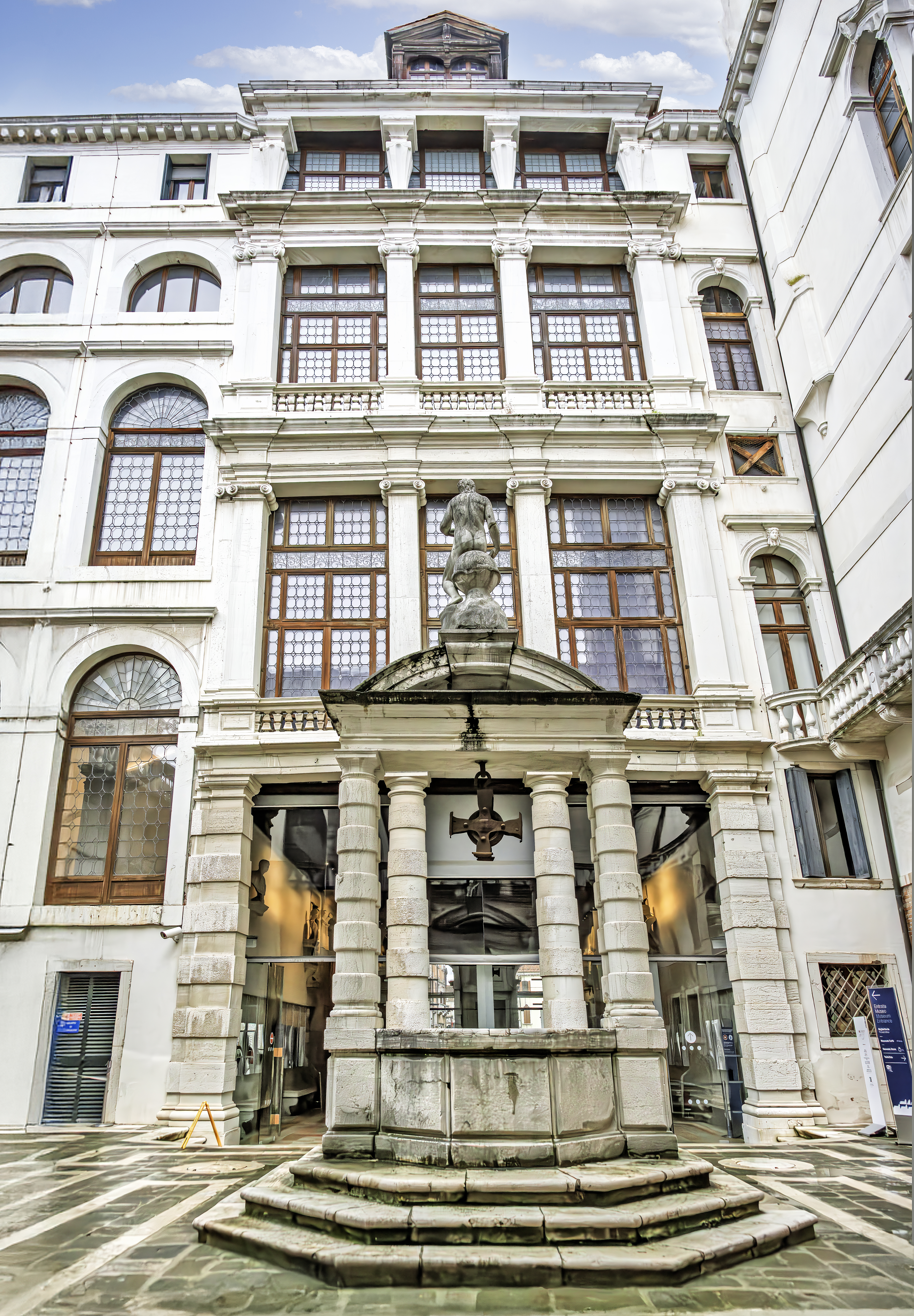
La facciata sul cortile interno.

Lo scalone, nella seconda pianta, occupa l'intera larghezza del “portego”, risulta però spostato di qualche metro verso il cortile e inizia con due rampe che cambiando direzione si uniscono.
Sul progetto è presente una variante attribuibile a Gaspari che sposta lo scalone definendolo come corpo di fabbrica quadrato.
Le sezioni mostrano un grande interesse per la scala, di cui è rappresentato anche il prospetto. La prima sezione ha il carattere del non finito.
Nella seconda, la scala, corrisponde alla soluzione indicata sulla prima pianta. Non si riconoscono progetti di massima in quest'ultima.
La situazione del tetto presenta le caratteristiche di una soluzione provvisoria. Ciò suggerisce che si tratti della raffigurazione dello stato che il palazzo aveva assunto in un certo momento.
Si nota quindi come siano stati realizzati semplicemente il pianterreno, il primo piano nobile, mentre rimane incompiuto il secondo piano nobile il tutto coperto da un lavoro di carpenteria provvisorio.
Si ritiene che quest'ultima sezione rappresenti lo stato di fatto del fabbricato alla morte di Leonardo Pesaro e Baldassare Longhena.
Longhena conserva l'originale tripartizione dell'immobile.

Il progetto prevedeva una diversa ripartizione degli interni da come noi oggi la percepiamo, tuttavia la facciata ad oggi pervenuta è sostanzialmente la stessa.
Con la morte di Leonardo Pesaro e Baldassare Longhena il cantiere rimane a lungo fermo.
La Vedova Marieta Morosina Priuli non pensò al perfezionamento della “grandiosa fabbrica” ma furono i suoi figli, probabilmente dopo il 1700, affidando in questo modo i lavori a Antonio Gaspari.
Infatti la veduta di Luca Carlevarijs del 1703 mostra il prospetto del palazzo cresciuto fino al primo piano nobile, sarà poi quella di Coronelli a riprodurre il prospetto compiuto per intero.
Bisogna aspettare qualche decennio per vedere terminata anche la facciata laterale sul Rio delle Due Torri, rappresentata da Michele Marieschi nell'incisione del 1741.
Gli interventi di Gaspari hanno determinato la completa manomissione degli spazi idealizzati da Longhena e una radicale modifica del rapporto tra esterno e interno. Con lo spostamento della scala nella zona laterale del fabbricato si assiste ad un ritorno alla normalità, probabilmente voluto da una nuova committenza.

Busto di Felicita Bevilacqua all'interno di Palazzo Ca' Pesaro

Dalla famiglia Pesaro il maestoso palazzo passò in seguito ai Gradenigo. Successivamente i Padri armeni Mechitaristi lo utilizzarono come collegio, e infine fu acquistato da Guglielmo Bevilacqua nel 1851. Dopo la l'improvvisa morte di quest'ultimo nel 1859 fu ereditato dalla sorella maggiore duchessa Felicita Bevilacqua che nel proprio testamento destinò il palazzo a residenza e galleria per giovani artisti.
Il Museo d'arte moderna nasce a ridosso degli esordi della Biennale di Venezia viene infatti fondata nel 1897 anche sulla base della donazione alla città di un primo nucleo di opere da parte del principe Alberto Giovanelli.
Quando il Comune di Venezia, con deliberazione 5 dicembre 1899, diede esecuzione alle disposizioni testamentarie della duchessa Bevilacqua, vedova del generale Giuseppe La Masa, che aveva lasciato il suo palazzo al Comune di Venezia con l'espressa volontà di concedere risorse e spazi ai giovani artisti, fu istituita la Fondazione Bevilacqua La Masa.
Nel 1902 con l'allestimento a museo e la presenza di giovani artisti con studi e attività avviene la fusione delle due iniziative e l'avvio dell'esistenza non sempre pacifica di quella istituzione museale che oggi tutti conoscono come Ca' Pesaro.
Le documentazioni esistenti sono tali per cui ci fanno seguire passo passo la storia non sempre florea del grande palazzo.
Il palazzo Ca' Pesaro subì adattamenti nei tre secoli della sua storia (dal punto di vista patrimoniale, artistico ed architettonico): palazzo di difficile mantenimento e gestione per la sua dimensione e per la difficoltà del suo funzionamento, per la delicatezza dei suoi componenti (es. i pavimenti alla “veneziana” decorati in madreperla) e per il degrado di cui Venezia è sempre stata vittima.
Boris Podrecca e Marco Zordan si occuparono in seguito del restauro di Ca Pesaro, assegnando delle destinazione d'uso alle stanze: piazza coperta per accogliere e fornire servizi al pianterreno, direzione e amministrazioni al primo piano insieme a biblioteca ed archivio.

## Descrizione

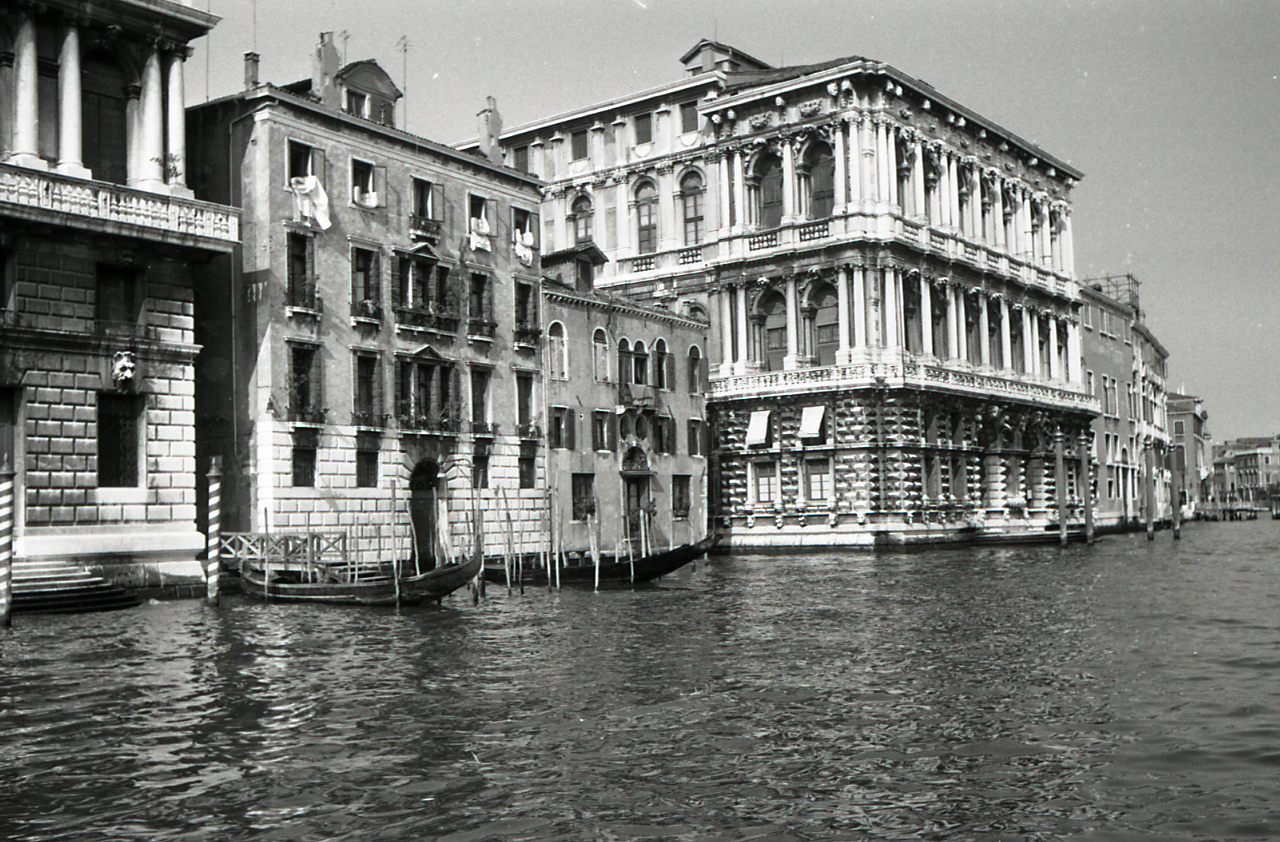
Vista sul Canal Grande con Ca' Pesaro a destra e i vicini palazzi Donà Sangiantoffetti e Correggio, in una foto di Paolo Monti del 1966

Ca' Pesaro si affaccia sul Canal Grande ed è considerato uno dei più importanti palazzi veneziani per la sua mole, per la sua qualità decorativa e per la sua imponenza. L'architetto è sempre stato ritenuto Baldassare Longhena, seppur in assenza di documenti diretti che ne attestino la paternità.
Il palazzo, nel progetto originale, doveva essere diviso nettamente in due parti (una di rappresentanza e una di servizio) da uno scalone monumentale parallelo al corso del Canal Grande: Antonio Gaspari lo rese invece perpendicolare ad esso, addossandolo su un lato del portego. Antonio Gaspari modificò pure il disegno del cortile.
Gaspari progettò la facciata laterale sul Rio delle Due Torri, ridefinendo lo spazio del cortile ed andando ad eliminare lo scalone Longheniano, unificando quindi il lungo spazio che va dal Canal Grande oltre il cortile e fino al termine interno della proprietà.
L'opera congiunta dei due architetti diede vita ad uno dei più originali palazzi della città.
Lo scalone Longheniano, rimosso da Gaspari, aveva lo scopo di interrompere trasversalmente l'androne, delimitando la parte dell'edificio che si affacciava sul Canal Grande (più appariscente e monumentale).
La seconda porzione invece sfruttava lo spazio scenografico e curato del cortile sul quale si affaccia una loggia continua ed aperta. Alla terza parte era riservata una connotazione ancora più marcatamente feriale e di servizio.
Il palazzo risulta così sviluppato su un asse longitudinale, che si riparte su tutti i piani dell'edificio, tutti i collegamenti verticali sono assicurati dal grande scalone e da una serie di scale minori. Presenta due ali laterali al vano centrale, nelle quali si sviluppano delle grandi sale, riccamente decorate a fresco o a olio al piano primo.
Dal progetto originale di Longhena si osserva la conservazione della tripartizione dell'immobile derivante da nuclei edilizi differenti. Ricorse a questa tecnica per usufruire il consolidamento del terreno e le fondazioni preesistenti.
Il pianterreno ha una decorazione a bugnato a diamante, molto sporgente, che circonda un doppio portale ad acqua, veniva utilizzata la duplice apertura già esistente nella casa dei Contarini. I piani nobili sono caratterizzati dalla presenza di sette archi a tutto sesto riccamente decorati, separati da colonne sporgenti che si raddoppiano in corrispondenza dei muri portanti.
Sulla fronte del palazzo fioriscono elementi plastici: teste barbute, figure di fiumi, cascate floreali, mostri, conchiglie, cimieri, cartigli, putti, vittorie.
La facciata principale in stile barocco, impreziosita da bassorilievi e statue dalla forte connotazione plastica e capaci di creare importanti chiaroscuri, lo rende unico.
Non meno importante è la facciata laterale leggermente curvilinea, progettata solo in un secondo momento: presenta una componente dinamica che contrasta con la staticità della principale ed appare più semplice rispetto a quest'ultima.
L'ingresso del palazzo avviene dalla fondamenta, attraverso il cortile scenografico ed imponente ma di limitate dimensioni, appartenente alla stagione longheniana.
Il pozzo monumentale fu importato all'inizio del Novecento, togliendolo dal cortile della Zecca, a San Marco, è dovuto quindi a Jacopo Tatti detto il Sansovino.

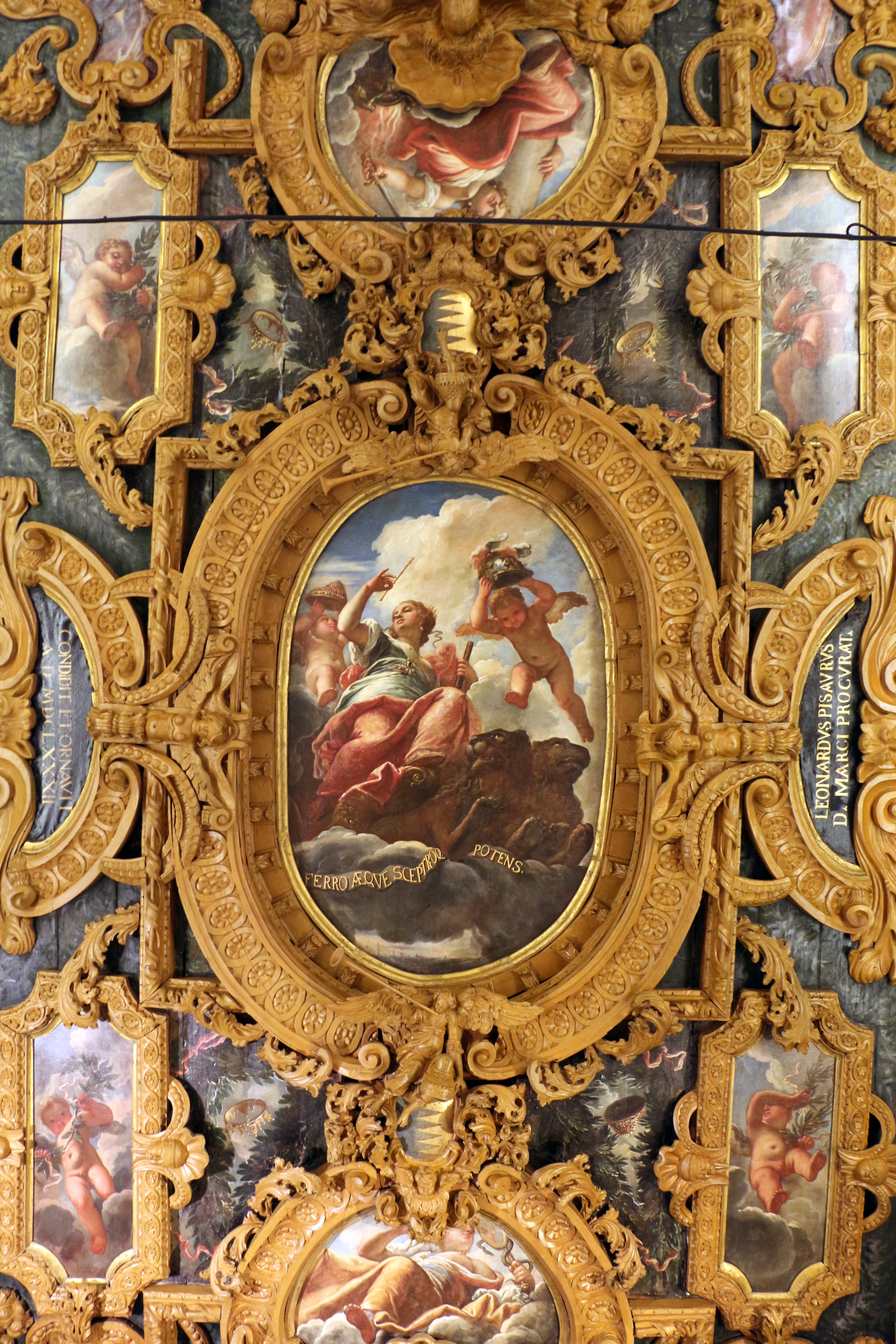
Nicolò Bambini, Apoteosi della famiglia Pesaro, 1682

### Interni
Internamente si presenta un androne suggestivo e solenne, con busti romani e un ordine rustico bugnato con colonne cerchiate, i timpani spezzati e una grande trifora di fondo che ne sottolineano i caratteri “eroici”; ma la preziosa pavimentazione a fasce intrecciate rosa e bianche addolcisce in termini di eleganza di un vano di inusitate dimensioni.
Il piano nobile si sviluppa secondo uno schema elementare: un salone passante (il portego) e due serie di sale ai lati. Il portego è regolato da una decorazione in stucco con paraste e lesene, le sopraporte sono decorate da cornici in stucco che racchiudono ovali rappresentanti scene allegoriche (opera di Girolamo Brusaferro).

### Soffitti
Il decoro del piano risale alla prima metà del Settecento, solo la sala verso ovest conserva il soffitto degli anni longheniani.
Il soffitto più antico (1682, anno di morte di Longhena e di Leonardo Pesaro) è dovuto a Nicolò Bambini, ha come oggetto centrale la glorificazione della famiglia Pesaro, tutti gli altri scomparti mostrano putti e simboli allegorici: variante barocca dei soffitti monumentali presenti in altri palazzi veneziani (es. Palazzo Ducale).
Negli altri soffitti sono presenti allegorie realizzate da Giambattista Pittoni.
Dalla sontuosità dell'esterno si può ben immaginare l'originaria ricchezza delle sale e dei saloni di cui però non resta quasi nulla a parte qualche affresco e qualche decorazione.

## Ca' Pesaro come sede museale

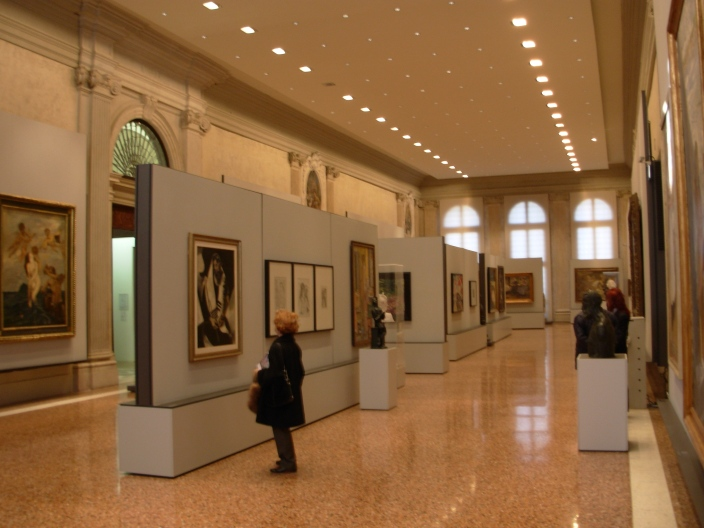
Interno di Ca' Pesaro, il primo piano

A partire dal 18 maggio 1902, il Comune di Venezia collocò al primo piano di Ca' Pesaro la Galleria internazionale d'arte moderna, già esistente ma senza sede propria. La città ebbe la più ricca e vitale delle contestazioni artistiche dell'epoca, atmosfera che si può ancora percepire al primo e secondo piano del palazzo, dove ha attualmente sede la galleria.
Il Museo d'arte Orientale, che da tempo si progetta di trasferire altrove, si trova al terzo piano del palazzo.

### I Ribelli di Ca' Pesaro
Nei primi due decenni del 1900 in Italia fiorirono numerose esperienze rivoluzionarie e antiaccademiche. In polemica contro i maestri della Biennale, Ca' Pesaro tra il 1908 e il 1920 rappresentò una "palestra intellettuale", un trampolino di lancio per giovani artisti italiani: qui artisti diversi gli uni dagli altri per stile e poetica ebbero la possibilità di esporre le proprie opere. Uniti solo dall'impegno di rinnovare il linguaggio artistico italiano, guidati dal critico Nino Barbantini, i protagonisti di Ca' Pesaro proposero linguaggi assai differenti: Arturo Martini si ispirava a modelli arcaici, Felice Casorati era influenzato dallo Jugendstil, Guido Marussig dal simbolismo, Gino Rossi da Paul Gauguin, Tullio Garbari dipingeva una mitica primitiva Valsugana, Pio Semeghini dipingeva una poetica Burano memore dell'esperienza post-impressionista fatta a Parigi, Umberto Moggioli che ospitava nella sua casa di Burano il gruppo dei "ribelli". Espongono a Ca' Pesaro anche Umberto Moggioli, allievo di Guglielmo Ciardi, e Ugo Valeri, noto grafico, illustratore delle riviste più in voga dell'epoca, oltre che raffinato pittore, interprete della società italiana del tempo e ancora Adolfo Callegari, Felice Castegnaro, Mario Disertori, Enrico Fonda, Ercole Sibellato, Guido Trentini, Oscar Sogaro, Antonio Nardi (pittore), Pieretto Bianco, Lulo de Blaas, Gabriella Oreffice, Oreste Licudis, Napoleone Martinuzzi, Eugenio Bonivento, Luigi De Giudici ed Emilio Notte.
Accanto a questi nomi vanno ricordati una serie di artisti che si mossero nell'éntourage di Ca' Pesaro, pur non riuscendo ad esporre insieme agli altri per ragioni diverse: la giovanissima età, la guerra, i trasferimenti da Venezia. Tra questi va citato il giovanissimo Bruno Sacchiero, allievo prediletto di Guglielmo Ciardi, morto a soli 24 anni, e alcuni grafici secessionisti quali, Fabio Mauroner, Guido Maria Balsamo Stella e Benvenuto Disertori.
Il gruppo rimase sempre eterogeneo: non vi fu mai un manifesto, né il tentativo di mettere a punto un programma. Furono spesso in mostra opere di Boccioni e, allo stesso tempo, oggettistica di qualità (vetri soffiati di Murano, piastrelle in maiolica, ceramiche in stile liberty, poltrone, mobili), importata o eseguita da alcuni dei più proficui membri del gruppo capesariano, come Vittorio Zecchin e Teodoro Wolf Ferrari, secondo un gusto per il decorativo caro nelle arti applicate e caratteristico dell'epoca.